# 巴里沙突袭
巴里沙突袭，正式行动代号为凯拉·米勒行动， 是美国于2019年10月26至27日在叙利亚西北部伊德利卜省哈利姆區巴里沙针对伊斯兰国（ISIS）领导层的军事行动。据包括唐纳德·特朗普总统在内的美国官员称，該組織最高領導人阿布·贝克尔·巴格达迪在躲避美国特种部队追捕时引爆自殺炸彈背心，当场死亡。
这次行动代号为凯拉·米勒行动，以美国已故人道主义工作者凯拉·米勒的名字命名，凯拉·米勒生前被伊斯蘭國劫持後多次受到巴格达迪本人拷打、性侵和性虐待等不當對待。

## 追踪过程
在各国情报机构追捕阿布·贝克尔·巴格达迪的过程中，伊拉克当局在2018年2月获得重大突破。2018年，土耳其当局移交伊拉克的一名伊斯兰国頭目伊斯梅尔·埃萨维（Ismael al-Ethawi），此人是巴格达迪5名主要助手之一，伊拉克从中获得了包括他在内的5名成员资科和情报信息。2019年，在一次联合行动中，美国、土耳其和伊拉克情报人员抓获了包括4名伊拉克人和1名叙利亚人在内的伊斯兰国高级领导人，并得到他们在叙利亚境内与巴格达迪数个会面地点的情报资料，情报小组重点锁定在叙利亚的相关地点调查。之后情报小组在叙利亚的线人从照片中，认出埃萨维曾在伊德利卜一个市场出现，情报小组跟着他去巴格达迪住家的路线，进而发现巴格达迪。随后伊拉克将情报细节交给了美國中央情报局（CIA），美军利用卫星和无人机监视这个地点长达5个月进行确认。在行动开始的两天前，巴格达迪第一次外出，和家人前往附近的村庄，是促使美軍迅速行动的原因之一。
其中另一个关键情报是，沙姆解放组织抓获了巴格达迪的另一名助手阿布·苏莱曼·阿勒哈利迪（Abu Suleiman al-Khalidi）。沙姆解放组织也有可能从中获得到相关情报并分享给其他情报机构。对此，情报小组认为，巴格达迪可能得出结论，在伊拉克和叙利亚的伊斯兰国几乎被消灭后，躲在伊德利卜是他最后的希望。

### 挫折
由库德族人领导的叙利亚民主力量（SDF）与美国政府合作，花费了五个月的时间收集关于巴格达迪所在地的情报。SDF司令官马兹卢姆·阿卜迪（Mazloum Abdi）将军说，由于土耳其在叙利亚边界的军事集结以及随后土耳其入侵叙利亚东北部，导致突袭巴格达迪的行动被推迟了一个月。美国情报，军事和反恐官员表示，美国总统特朗普突然决定从叙利亚撤军的决定破坏了针对伊斯兰神权国领导人巴格达迪的行动计划，尽管面临土耳其的进攻，但叙利亚库尔德人继续提供情报。

## 突袭过程

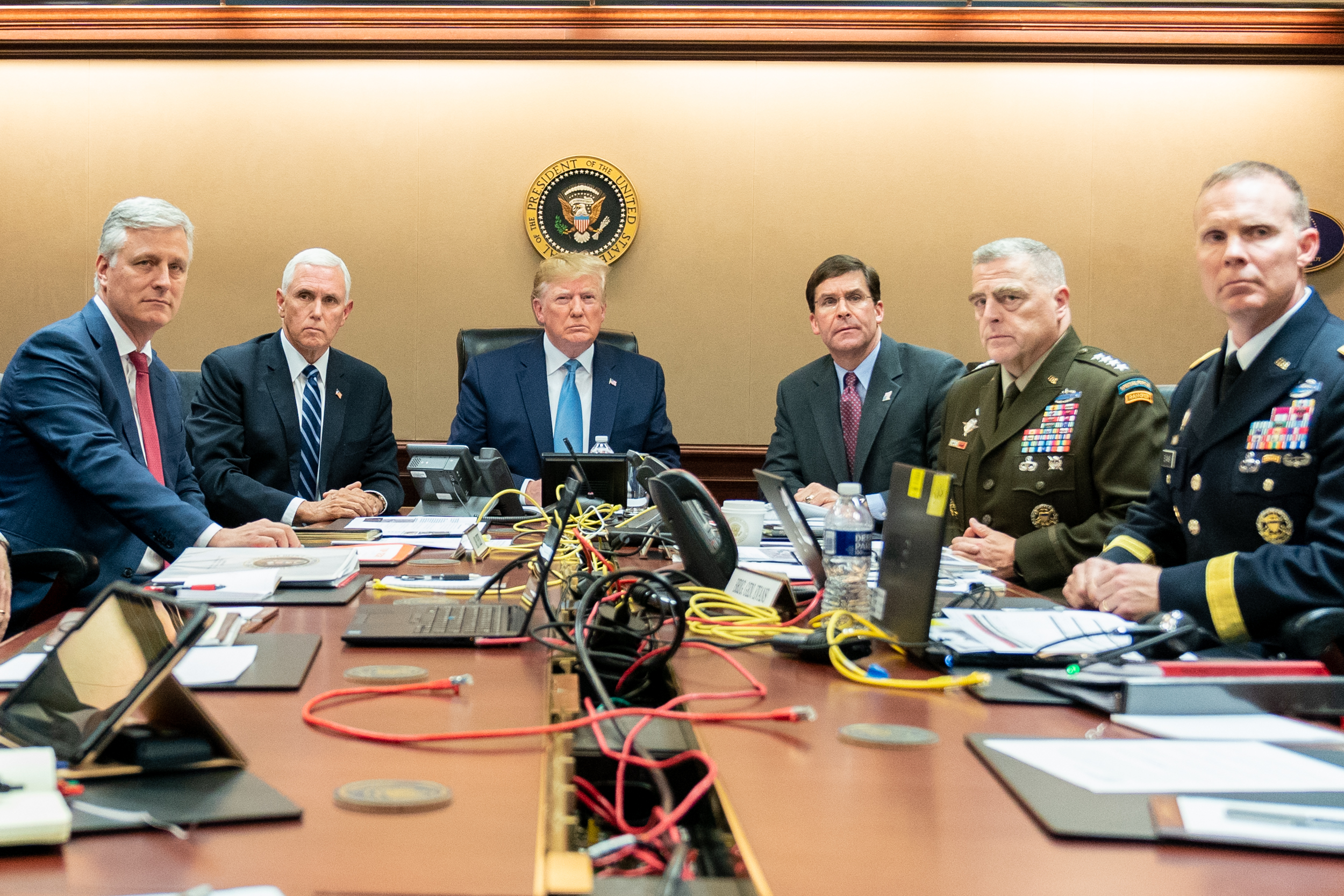
2019年10月26日，美國總統唐納德·特朗普、副總統邁克·彭斯、國安顧問罗伯特·C·奥布莱恩、國防部長馬克·埃斯柏、參謀長聯席會議主席馬克·米利以及美國國安會的所有成員全都聚集在白宮戰情室監看著凱拉·米勒行動的戰況

2019年10月26日，美国联合特种作战司令部三角洲部队向叙利亚叛军控制并与土耳其接壤的伊德利卜省发动突袭，试图抓捕巴格达迪。据报道，八架美軍直升机，主要是波音CH-47支奴干直升机，载着来自伊拉克埃尔比勒附近军事基地的三角洲部队，低飞约70分钟越过叙利亚边界，到达伊德利卜市以北的巴里沙地区降落，准备执行斩首行动。整个行动持续了大约三个小时。
突击行动在华盛顿时间10月26日下午5点左右（叙利亚时间是周日27日午夜），午夜12时；当特种部队接近巴格达迪所在的院落时遭到了袭击。三角洲部队降落在院子外面，用炸药炸开了围墙，巴格达迪被美军特种部队和搜索犬追捕躲进地道，特种部队迎击其他武装分子和劝服其他人投降之际，巴格达迪趁机引爆自身的自杀式背心，炸死自己和2名孩子，地道也崩塌在他身上。27日凌晨1时；特种部队挖开瓦砾寻找尸体，当场进行DNA测试后，确认是巴格达迪本人，随后特种部队留在建筑物内寻找有关伊斯兰神权国相关物品。凌晨3时；特种部队救出数十名平民，包括11名儿童后离开当地，随后美军战斗机发射6枚火箭炮夷平该地区。
在缉捕的行动中，2名美军士兵和一只军犬受到轻伤。追逐巴格达迪的美国军犬因受伤而接受治疗，并于10月28日重返工作岗位。在当天的新闻发布会上，美国出于安全原因拒绝透露身份；特朗普当晚时候发布了解密后的照片。美国官员称，军犬是碰到自杀背心的帶电腰带而受伤。

## 回应

### 美国国内

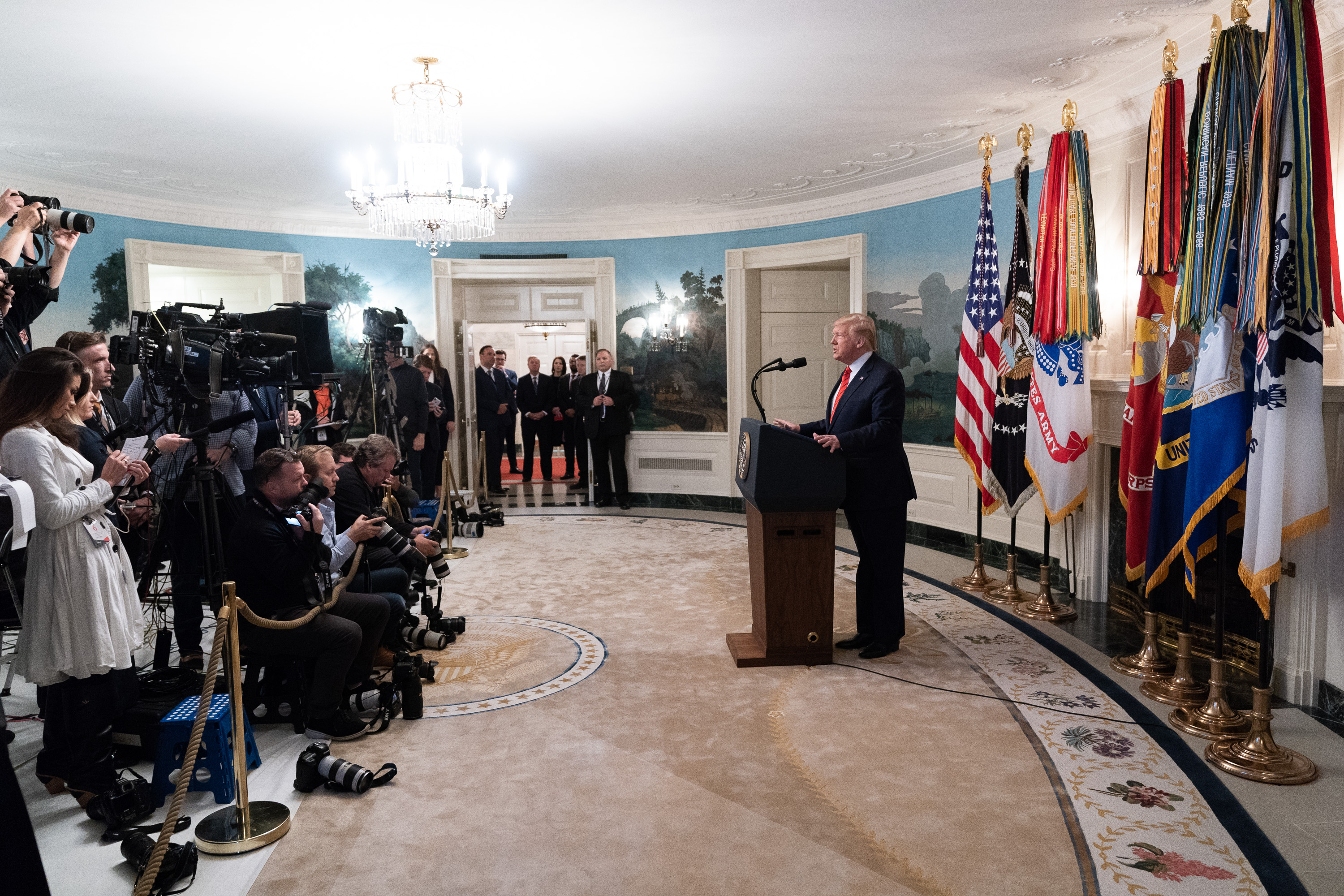
2019年10月27日，特朗普在白宮外交接待室向傳媒宣佈突襲情況

10月28日美国白宫记者会上，美国国防部长马克·埃斯柏和参谋长联席会议主席马克·米利表示，给予巴格达迪的遗体与基地组织前领导人奥萨马·本·拉登相同的待遇，已经将巴格达迪的遗体举行海葬，并依循回教传统宗教仪式进行，但沒有透露葬礼地点。10月30日，美国国防部公布解密后的影片与照片，美国官员声称，美国总统特朗普宣布巴格达迪去世的消息中包含了一些不准确，高度机密或战术敏感的信息。肯尼思·麦肯齐将军表示，特朗普发布消息说有3人死亡，但后来证实只有2个孩子被杀。特朗普也说没有美军士兵受伤，但国防部长马克·埃斯珀说，两名美军士兵在突袭中受到轻伤。同日，特郎普在推特上称，在任务中受伤的军犬名为「柯南」的比利時瑪連萊犬将离开中东，受邀前往白宫。

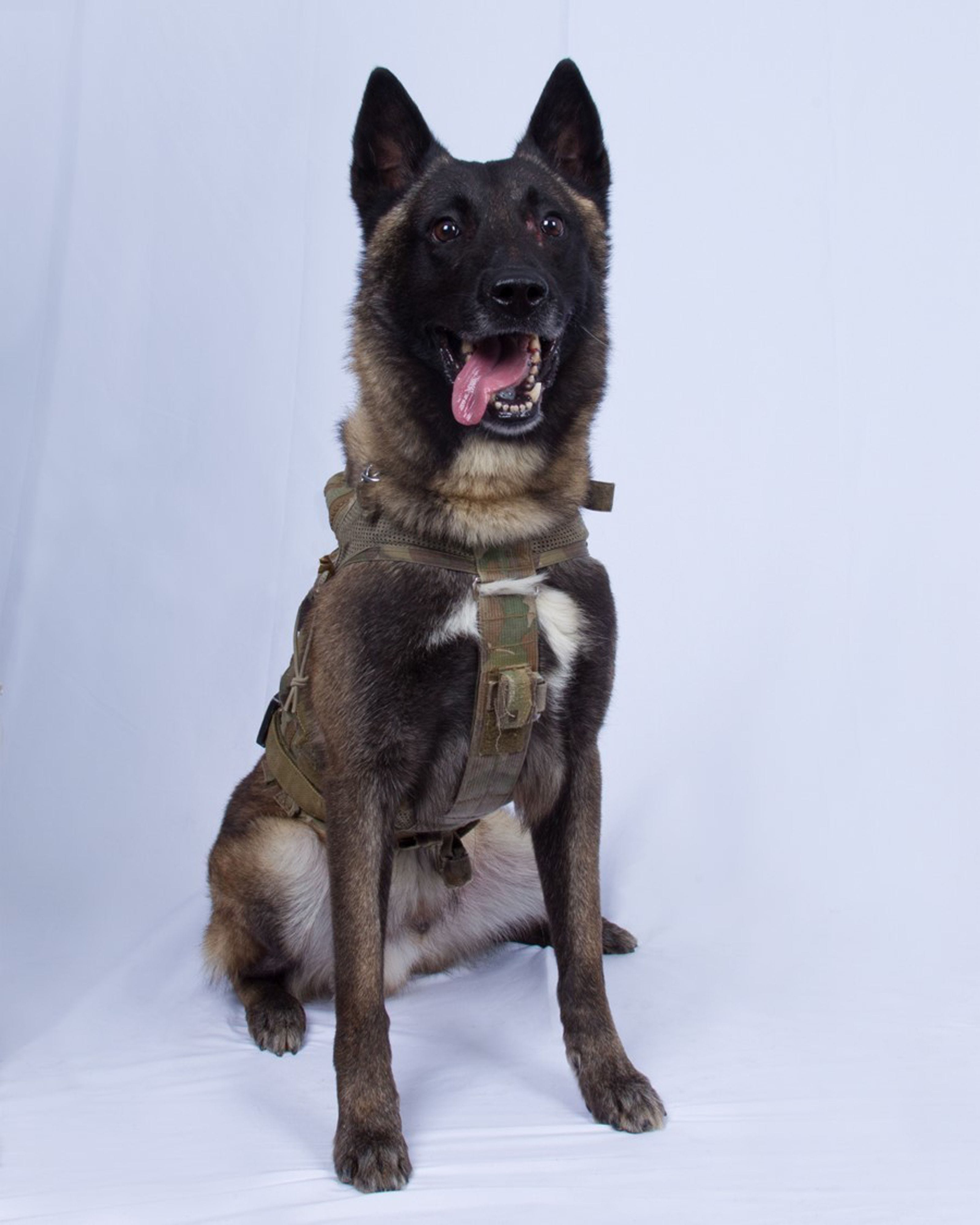
追趕巴格達迪的軍事工作犬柯南

敘利亞民主力量的马兹卢姆·阿卜迪则透露，是他们的线人作为安全顾问深入巴格达迪的内部圈子，提供了该藏身处详细的综合布局和引导空袭等任务，并跟随美军特种部队一起行动。一名库尔德民兵官员表示，线人窃取了巴格达迪的内衣和血液样本，提供给美国情报部门进行DNA分析，让美军得已确定巴格达迪本人和其动向。特朗普赞扬了他们所有人，以及俄罗斯和土耳其（俄罗斯和土耳其为该行动提供了“一定的帮助”），俄罗斯和叙利亚为该行动开放了领空，但美国没有告知俄罗斯方面美国任务的性质。（着实让俄罗斯发言人德米特里·佩斯科夫在27日记者会上表示质疑）

### 外国回应
西方各国包括澳大利亚、德国、英国、法国和俄罗斯都发出贺词，给予美军特种部队高度的评价和赞扬，并形容美国特种部队是继2011年於海神之矛击毙奥萨马·本·拉登后再次在反恐历史上建功。俄罗斯发言人德米特里·佩斯科夫表示，突袭的结果一旦得到证实，就表示美国在反恐历史上作出重大贡献。
伊朗发出警告，表示巴格达迪的死亡不代表该组织和理念被消灭，认为伊斯兰国的残余势力依然存有巨大威胁，该组织的支持者可能会发动「独狼」攻势进行报复，欧洲各国对此严阵以待，同时认为恐怖分子可能会转移到东南亚其他国家。
东南亚国家如印尼、马来西亚和菲律宾都对此高度警戒，同时各国安全部队严厉观察后续情况和进行预防措施。菲律宾是唯一国内恐怖组织忠诚于伊斯兰国，并能够实际控制领土并获得军事经验的国家，菲律宾国防部长德尔芬·洛兰扎纳（Delfin Lorenzana）对未来反恐情况表示担忧。

### 伊斯兰国回应
几天以来，伊斯兰国官方频道一直无视巴格达迪死亡的消息，该组织没有立即证实他的死亡。许多伊斯兰国支持者拒绝相信他已经死了，而其他一些人则接受了它。总体而言，圣战组织的支持者的活动在网上暂时减少。與伊斯兰国敌对的团体中，如基地组织称赞巴格达迪之死是因为其组织残酷的记录，并呼吁伊斯兰国成员叛逃。
伊斯兰国通讯社于10月31日确认巴格达迪已死，并宣布阿布·易卜拉欣·哈希米·库雷希为接班人。阿布·哈姆扎·库雷希（Abu Hamza al-Qurayshi）成为其新的发言人，此前其发言人阿布尔·哈桑·穆哈吉（Abul-Hasan al-Muhajir）在巴里沙袭击后，于10月27日在叙利亚北部的美国联合行动中被击毙。伊斯兰国发言人哈姆萨·库雷西在音频消息中警告美国“不要高兴”，宣称伊斯兰国的支持者将为巴格达迪的死复仇。

## 外部連結
- Statement from the President on the Death of Abu Bakr al-Baghdadi （页面存档备份，存于）, October 27, 2019.